# Tambana
Tambana is een geslacht van vlinders van de familie Uilen (Noctuidae), uit de onderfamilie Pantheinae.

## Soorten
- Tambana albiplaga (Warren, 1912)
- Tambana annamica Behounek, Han & Kononenko, 2015[2]
- Tambana arctoides Speidel & Kononenko, 1998
- Tambana bella (Mell, 1935)
- Tambana burmana (Berio, 1973)
- Tambana c-album (Leech, 1900)
- Tambana entoxantha (Hampson, 1894)
- Tambana fansipana Behounek, Han & Kononenko, 2015[2]
- Tambana funebris Berio, 1973
  - = Trichosea funebris Berio, 1973
  - = Trisuloides gerri Thöny, 1996
- Tambana glauca (Hampson, 1898)
  - = Trisuloides glauca Hampson, 1897
  - = Tambana behouneki Speidel & Kononenko, 1998
- Tambana helmuti Behounek, Han & Kononenko, 2015[2]
- Tambana indeterminata Behounek, Han & Kononenko, 2015[2]
- Tambana laura Behounek, Han & Kononenko, 2015[2]
- Tambana mekonga Behounek, Han & Kononenko, 2015[2]
- Tambana naumanni Speidel & Kononenko, 1998
- Tambana nekrasovi Kononenko, 2004
- Tambana plumbea (Butler, 1881)
- Tambana ronnyi (Thöny, 1996)
- Tambana similina Kononenko, 2004
- Tambana subflava (Wileman, 1911)
- Tambana succincta Berio, 1973
- Tambana tibetica Behounek, Han & Kononenko, 2015[2]
- Tambana variegata Moore, 1882
- Tambana xilinga Behounek, Han & Kononenko, 2015[2]